# 杨暄 (北魏)
杨暄（？—526年），字景和，弘农郡华阴县（今陕西省华阴市）人，出自弘农杨氏越公房，北魏官员。

## 生平
杨暄性格聪敏，记忆力强，有学问。二十岁左右出任奉朝请，历任员外散骑侍郎、华州别驾、尚书右中兵郎中、辅国将军、谏议大夫。孝昌二年（526年），杨暄以别将的身份跟随广阳王元渊征讨葛荣，被葛荣杀害，朝廷赠予殿中尚书、华夏二州诸军事、镇西将军、华州刺史，谥号忠。

## 家庭

### 父亲
- 杨钧，北魏七兵尚书、抚军将军、北道大行台、临贞恭伯

### 兄弟姐妹
- 杨穆，西魏持节、安西将军、都督并州诸军事、并州刺史、澄城靖侯
- 杨俭，西魏都督东雍华二州诸军事、骠骑大将军、开府仪同三司、华州刺史、夏阳安侯
- 杨宽，北周大将军、开府仪同三司、总管梁兴等十九州诸军事、梁州刺史、华山元公
- 杨稚，北魏员外散骑侍郎

### 子女
- 杨敷，北周骠骑大将军、开府仪同三司、汾州刺史、临贞忠壮公
- 杨原，北周使持节、仪同大将军、□州刺史、同昌县开国男[4]
- 杨济，北周敷城郡太守、华阴伯[5]
- 杨氏，嫁北周骠骑大将军、开府仪同三司、中州刺史、武都烈公贺若敦[6][7]